# Pruvotfolia
Pruvotfolia J.Tardy, 1970 è un genere di molluschi nudibranchi della famiglia Facelinidae.
Il nome del genere è un omaggio alla malacologa francese Alice Pruvot-Fol (1873 – 1972).

## Tassonomia
Comprende le seguenti specie:
- Pruvotfolia longicirrha (Eliot, 1906)
- Pruvotfolia pselliotes (Labbé, 1923)
- Pruvotfolia rochebruni Ortea, Moro, & Caballer, 2002